# Championnat de Biélorussie de football 2021
Navigation
Édition précédente Édition suivante
La saison 2021 de Vycheïchaïa Liha est la trentième-et-unième édition de la première division biélorusse. Elle prend place entre le 12 mars et le 28 novembre 2021.
Les seize meilleures équipes du pays sont réunies en une poule unique où elles s'affrontent à deux reprises, à domicile et à l'extérieur, pour un total de 240 matchs, soit trente chacune.
En fin de saison, le premier au classement est sacré champion de Biélorussie et se qualifie pour le premier tour de qualification de la Ligue des champions 2022-2023. Le vainqueur de la Coupe de Biélorussie 2021-2022 ainsi que le deuxième du championnat sont quant à eux qualifiés pour le deuxième tour de qualification de la Ligue Europa Conférence 2022-2023 et le troisième se qualifie pour le premier tour de qualification de la Ligue Europa Conférence. Si le vainqueur de la Coupe est déjà qualifié pour une compétition européenne d'une autre manière, sa place est réattribuée au quatrième du championnat. Dans le même temps, les deux derniers au classement sont directement relégués en deuxième division tandis que le quatorzième prend part à un barrage de relégation face au troisième de l'échelon inférieur afin de déterminer le dernier participant de la saison 2022.
La compétition est remportée par le Chakhtior Salihorsk qui décroche son troisième titre de champion, le deuxième d'affilée, avec quatre matchs restants et se qualifie pour la Ligue des champions. Le podium est complété par le BATE Borisov et le Dinamo Minsk qui se qualifient pour la Ligue Europa Conférence.
Dans le bas de classement, le promu Spoutnik Retchytsa se retire de la compétition à la mi-saison tandis que l'autre promu Smarhon termine avant-dernier et redescend en deuxième division. Le Slavia Mazyr termine quant à lui barragiste et se trouve confronté au Krumkachy Minsk dans le cadre du barrage de relégation.
Le meilleur joueur et buteur de la compétition est le Gambien Dembo Darboe, auteur de 19 buts avec le Chakhtior Salihorsk. Il est suivi par Andreï Soloveï (en) du FK Homiel avec 18 réalisations tandis que la troisième place du podium est occupée par Stanislav Bilenkyi (en) (Dinamo Brest) et Maksim Skavych (BATE Borisov puis Chakhtior Salihorsk) avec 13 buts marqués pour chaque.

## Participants
Un total de seize équipes participent au championnat, treize d'entre elles étant déjà présentes la saison précédente, auxquelles s'ajoutent trois promus de deuxième division que sont le FK Homiel, le FK Smarhon et le Spoutnik Retchytsa qui remplacent le Belchina Babrouïsk, le FK Smaliavitchy, relégués à l'issue de l'édition précédente, ainsi que le FK Haradzeïa, qui quitte la compétition pour des raisons financières en début d'année 2021.
Parmi ces clubs, quatre d'entre eux n'ont jamais quitté le championnat depuis sa fondation en 1992 : le Chakhtior Salihorsk, le Dinamo Brest, le Dinamo Minsk et le Nioman Hrodna. En dehors de ceux-là, le BATE Borisov évolue continuellement dans l'élite depuis 1998 tandis que le Torpedo Jodzina (2002) et le FK Minsk (2009) sont présents depuis les années 2000. La ville de Minsk abrite à elle seule quatre des seize équipes participantes.
Légende des couleurs
- Premier tour de qualification de la Ligue des champions 2021-2022
- Deuxième tour de qualification de la Ligue Europa Conférence 2021-2022
- Promu de Perchaïa Liha 2020

| Club                | Présent depuis | Classement 2020 | Stade           | Capacité théorique | Nbr. saisons |
| ------------------- | -------------- | --------------- | --------------- | ------------------ | ------------ |
| Chakhtior Salihorsk | 1992           | 1               | Stade Stroïtel  | 4 200              | 31           |
| BATE Borisov        | 1998           | 2               | Borisov Arena   | 13 126             | 24           |
| Torpedo Jodzina     | 2002           | 3               | Stade Torpedo   | 6 524              | 21           |
| Dinamo Brest        | 1992           | 4               | OSK Brestski    | 10 169             | 31           |
| Nioman Hrodna       | 1992           | 5               | Stade Nioman    | 9 000              | 31           |
| Dinamo Minsk        | 1992           | 6               | Stade Dinamo    | 17 586             | 31           |
| Isloch Minsk Raion  | 2016           | 7               | Stade FK Minsk  | 3 100              | 6            |
| Rukh Brest          | 2020           | 8               | OSK Brestski    | 10 169             | 2            |
| Slavia Mazyr        | 2019           | 9               | Stade Iounost   | 5 300              | 19           |
| Energetik-BDU Minsk | 2019           | 10              | Stade RCAR-BDU  | 1 500              | 7            |
| FK Minsk            | 2009           | 11              | Stade FK Minsk  | 3 100              | 14           |
| FK Vitebsk          | 2015           | 12              | Vitebski CSK    | 8 300              | 26           |
| FK Sloutsk          | 2014           | 14              | Stade municipal | 2 150              | 8            |
| Spoutnik Retchytsa  | 2021           | 1 (D2)          | Stade central   | 3 550              | 1            |
| FK Homiel           | 2021           | 2 (D2)          | Stade central   | 14 307             | 25           |
| FK Smarhon          | 2021           | 6 (D2)          | Stade Iounost   | 3 500              | 4            |

## Compétition

### Règlement
Le classement est établi sur le barème de points classique, une victoire valant trois points, tandis qu'un match nul n'en rapporte qu'un seul et une défaite aucun.
Pour départager les égalités de points, les critères suivants sont appliqués dans l'ordre :
1. Résultats en confrontations directes (points, différence de buts, buts marqués) ;
2. Différence de buts générale ;
3. Nombre de matchs gagnés ;
4. Nombre de buts marqués.

### Classement
| Rang | Équipe                  | Pts | J  | G  | N  | P  | Bp | Bc | Diff |
| ---- | ----------------------- | --- | -- | -- | -- | -- | -- | -- | ---- |
| 1    | Chakhtior Salihorsk T S | 75  | 30 | 24 | 3  | 3  | 62 | 18 | +44  |
| 2    | BATE Borisov            | 65  | 30 | 19 | 8  | 3  | 61 | 27 | +34  |
| 3    | Dinamo Minsk            | 62  | 30 | 19 | 5  | 6  | 55 | 20 | +35  |
| 4    | FK Homiel P C           | 59  | 30 | 17 | 8  | 5  | 57 | 23 | +34  |
| 5    | Rukh Brest              | 58  | 30 | 16 | 10 | 4  | 52 | 28 | +24  |
| 6    | Dinamo Brest            | 38  | 30 | 8  | 14 | 8  | 32 | 32 | 0    |
| 7    | FK Vitebsk              | 37  | 30 | 9  | 10 | 11 | 37 | 41 | -4   |
| 8    | Torpedo Jodzina         | 36  | 30 | 10 | 6  | 14 | 38 | 43 | -5   |
| 9    | FK Sloutsk              | 35  | 30 | 9  | 8  | 13 | 36 | 44 | -8   |
| 10   | Isloch Minsk Raion      | 34  | 30 | 9  | 7  | 14 | 38 | 47 | -9   |
| 11   | Nioman Hrodna           | 34  | 30 | 9  | 7  | 14 | 36 | 36 | 0    |
| 12   | FK Minsk                | 33  | 30 | 8  | 9  | 13 | 32 | 52 | -20  |
| 13   | Energetik-BDU Minsk     | 33  | 30 | 8  | 9  | 13 | 35 | 42 | -7   |
| 14   | Slavia Mazyr            | 32  | 30 | 8  | 8  | 14 | 42 | 50 | -8   |
| 15   | FK Smarhon P            | 21  | 30 | 4  | 9  | 18 | 25 | 66 | -41  |
| 16   | Spoutnik Retchytsa P    | 7   | 30 | 2  | 1  | 27 | 12 | 82 | -70  |

Qualifications européennes
Ligue des champions 2022-2023
- 1er : premier tour de qualification

Ligue Europa Conférence 2022-2023
- C et 2e : deuxième tour de qualification
- 3e : premier tour de qualification

Relégation
- 14e : barrage de relégation
- 15e : relégation en deuxième division
- 16e : retrait de la compétition

Abréviations
- T : Tenant du titre
- C : Vainqueur de la Coupe de Biélorussie 2021-2022
- S : Vainqueur de la Supercoupe de Biélorussie 2021
- P : Promu de deuxième division 2020

1. ↑  En proie à des difficultés financières, le Spoutnik Retchytsa annonce son retrait du championnat le 14 juillet 2021, peu après la mi-saison[4]. L'ensemble de ses matchs restants sont comptés comme des défaites techniques 3-0.

### Matchs
| Résultats (▼dom., ►ext.)                                   | BATE | CHA | DBR | DMI | ENE | HOM | ISL | MIN | NIO | RUK | SLA | SLO | SMA | SPO | TJO | VIT |
| BATE Borisov                                               |      | 1-0 | 0-2 | 1-1 | 2-1 | 3-2 | 2-2 | 1-0 | 3-0 | 3-2 | 3-0 | 3-0 | 1-0 | 2-1 | 3-0 | 4-0 |
| Chakhtior Salihorsk                                        | 1-0  |     | 1-1 | 1-0 | 2-0 | 0-1 | 4-0 | 1-0 | 1-0 | 4-1 | 4-1 | 1-1 | 3-0 | 3-0 | 3-1 | 2-0 |
| Dinamo Brest                                               | 0-0  | 0-3 |     | 1-1 | 0-1 | 1-0 | 1-0 | 2-2 | 1-3 | 1-1 | 0-3 | 0-0 | 2-2 | 4-0 | 3-2 | 0-0 |
| Dinamo Minsk                                               | 0-2  | 1-2 | 2-0 |     | 2-0 | 1-2 | 2-1 | 2-0 | 2-0 | 0-1 | 4-0 | 1-0 | 2-0 | 3-0 | 3-0 | 3-1 |
| Energetik-BDU Minsk                                        | 1-1  | 1-2 | 0-0 | 0-1 |     | 3-2 | 1-1 | 1-1 | 1-1 | 0-2 | 2-3 | 1-0 | 3-0 | 0-1 | 1-1 | 2-2 |
| FK Homiel                                                  | 2-2  | 2-3 | 0-0 | 2-0 | 4-0 |     | 2-0 | 5-0 | 2-0 | 0-0 | 3-0 | 4-1 | 0-0 | 2-0 | 1-1 | 4-1 |
| Isloch Minsk Raion                                         | 1-4  | 0-1 | 1-1 | 1-3 | 0-4 | 1-2 |     | 1-1 | 2-0 | 0-1 | 1-0 | 2-0 | 2-0 | 3-0 | 0-0 | 0-1 |
| FK Minsk                                                   | 2-2  | 0-3 | 1-0 | 1-3 | 2-1 | 0-0 | 1-0 |     | 0-4 | 2-2 | 0-6 | 2-1 | 2-2 | 3-0 | 0-2 | 3-3 |
| Nioman Hrodna                                              | 0-2  | 1-2 | 0-1 | 1-2 | 3-0 | 1-0 | 1-2 | 0-2 |     | 0-1 | 2-2 | 1-0 | 5-0 | 2-2 | 3-1 | 0-0 |
| Rukh Brest                                                 | 2-2  | 1-0 | 3-2 | 1-3 | 0-0 | 1-1 | 7-1 | 1-0 | 2-0 |     | 2-1 | 1-0 | 5-0 | 2-0 | 3-0 | 2-0 |
| Slavia Mazyr                                               | 3-1  | 0-4 | 1-1 | 0-0 | 2-3 | 2-4 | 1-1 | 1-2 | 1-1 | 1-1 |     | 3-1 | 1-1 | 3-0 | 0-1 | 0-2 |
| FK Sloutsk                                                 | 3-4  | 1-4 | 1-1 | 1-1 | 2-0 | 1-4 | 2-1 | 2-2 | 1-1 | 3-0 | 2-1 |     | 2-1 | 3-2 | 2-0 | 1-2 |
| FK Smarhon                                                 | 1-3  | 2-2 | 1-1 | 0-5 | 2-2 | 1-2 | 1-2 | 1-0 | 0-2 | 1-1 | 0-2 | 1-1 |     | 2-0 | 1-3 | 2-0 |
| Spoutnik Retchytsa                                         | 0-3  | 1-2 | 0-3 | 0-5 | 0-3 | 0-3 | 1-5 | 0-1 | 0-3 | 0-3 | 0-2 | 0-3 | 0-3 |     | 0-3 | 4-3 |
| Torpedo Jodzina                                            | 0-3  | 0-1 | 0-2 | 1-2 | 0-1 | 0-1 | 3-3 | 2-1 | 1-1 | 3-3 | 2-0 | 0-1 | 7-1 | 2-0 |     | 1-0 |
| FK Vitebsk                                                 | 0-0  | 1-2 | 3-1 | 0-0 | 3-2 | 0-0 | 0-4 | 3-1 | 2-0 | 0-0 | 2-2 | 0-0 | 5-0 | 3-0 | 0-1 |     |
| - Victoire à domicile - Match nul - Victoire à l'extérieur |      |     |     |     |     |     |     |     |     |     |     |     |     |     |     |     |

### Barrage de relégation
Un barrage de relégation est disputé en fin de saison afin de déterminer le dernier participant de l'édition 2022 de la première division. Il oppose le Slavia Mazyr, quatorzième du championnat, au Krumkachy Minsk, troisième de la deuxième division. Les deux équipes s'affrontent dans le cadre d'une confrontation en deux manches les 2 et 5 décembre 2021.
La confrontation s'achève sur la victoire du Slavia qui s'impose grâce à un unique but inscrit lors du match aller sur ses terres avant de tenir le Krumkachy en échec quelques jours plus tard. Le club de Mazyr se maintient ainsi dans l'élite tandis que les Minskois échouent à la promotion pour la deuxième année de suite.
| Équipe            | Aller | Total | Retour | Équipe               |
| ----------------- | ----- | ----- | ------ | -------------------- |
| Slavia Mazyr (D1) | 1 - 0 | 1 - 0 | 0 - 0  | (D2) Krumkachy Minsk |

Légende des couleurs
- Le club se maintient en première division.
- Promotion en première division.
- Le club reste en deuxième division.
- Relégation en deuxième division.

## Statistiques
| Meilleurs buteurs Cette section est vide, insuffisamment détaillée ou incomplète. Votre aide est la bienvenue ! Comment faire ? | Meilleurs passeurs Cette section est vide, insuffisamment détaillée ou incomplète. Votre aide est la bienvenue ! Comment faire ? |